# Acanthoponera goeldii
Acanthoponera goeldii är en myrart som beskrevs av Auguste-Henri Forel 1912. Acanthoponera goeldii ingår i släktet Acanthoponera och familjen myror. Inga underarter finns listade i Catalogue of Life.